# Supercopa de Japón 1997
La Supercopa de Japón 1997, también conocida como Supercopa Xerox 1997 (en inglés: Xerox Super Cup 1997) por motivos de patrocinio, fue la 4.ª edición de este torneo.
Fue disputada entre Kashima Antlers, como campeón de la J. League 1996, y Verdy Kawasaki, como ganador de la Copa del Emperador 1996. El partido se jugó el 5 de abril de 1997 en el Estadio Nacional de la ciudad de Tokio.

## Participantes
| Bandera de Prefectura de Ibaraki  | Kashima Antlers | Campeón de la J. League (1996)          |
| Bandera de Prefectura de Kanagawa | Verdy Kawasaki  | Campeón de la Copa del Emperador (1996) |

## Partido
| 5 de abril de 1997, 12:45 (UTC+9) | Kashima Antlers                   | 3:2 (1:1) | Verdy Kawasaki              | Estadio Nacional, Tokio                                    |                                                            |
|                                   | Mazinho 26' · Yanagisawa 72', 79' | Reporte   | Hashiratani 8' · Magrão 68' | Asistencia: 28.920 espectadores Árbitro(s): Leslie Mottram | Asistencia: 28.920 espectadores Árbitro(s): Leslie Mottram |

### Detalles
| 1          | Guardameta     | Masaaki Furukawa   |     |
| 4          | Defensa        | Ryōsuke Okuno      |     |
| 3          | Defensa        | Yutaka Akita       |     |
| 32         | Defensa        | Akira Narahashi    |     |
| 7          | Defensa        | Naoki Sōma         |     |
| 6          | Centrocampista | Yasuto Honda       |     |
| 2          | Centrocampista | Jorginho           |     |
| 10         | Centrocampista | Bismarck           |     |
| 8          | Centrocampista | Mazinho            |     |
| 11         | Delantero      | Yoshiyuki Hasegawa | 69' |
| 13         | Delantero      | Atsushi Yanagisawa | 85' |
| Entrenador | Entrenador     | João Carlos        |     |

| 1          | Guardameta     | Shinkichi Kikuchi   | 30' |
| 5          | Defensa        | Tetsuji Hashiratani |     |
| 6          | Defensa        | Tadashi Nakamura    |     |
| 17         | Defensa        | Hiroyuki Shirai     |     |
| 25         | Defensa        | Takuya Yamada       | 37' |
| 8          | Centrocampista | Tsuyoshi Kitazawa   |     |
| 12         | Centrocampista | Hideki Nagai        | 66' |
| 7          | Centrocampista | Masakiyo Maezono    |     |
| 14         | Centrocampista | Yūji Hironaga       |     |
| 21         | Delantero      | Nobuhiro Takeda     |     |
| 11         | Delantero      | Kazuyoshi Miura     |     |
| Entrenador | Entrenador     | Hisashi Katō        |     |

| 17 | Centrocampista | Tōru Oniki     | 69' |
| 5  | Defensa        | Naruyuki Naitō | 85' |

| 26 | Guardameta | Takaya Ōishi | 30' |
| 2  | Defensa    | Kō Ishikawa  | 37' |
| 22 | Delantero  | Magrão       | 66' |

| Anotado | 26' | Mazinho            | 1-1 |
| Anotado | 72' | Atsushi Yanagisawa | 2-2 |
| Anotado | 79' | Atsushi Yanagisawa | 3-2 |

| Anotado | 8'  | Tetsuji Hashiratani | 0-1 |
| Anotado | 68' | Magrão              | 1-2 |

| Amonestado | 9'  | Akira Narahashi |
| Amonestado | 22' | Jorginho        |
| Amonestado | 56' | Mazinho         |

| Otorgado · Expulsado | 35' | Jorginho |

| Árbitro             | Leslie Mottram     |
| Árbitros asistentes | Hideaki Harada     |
| Árbitros asistentes | Keiji Kamiara      |
| Cuarto árbitro      | Kazuhiko Matsumura |

| 1          | Guardameta     | Masaaki Furukawa   |     |
| 4          | Defensa        | Ryōsuke Okuno      |     |
| 3          | Defensa        | Yutaka Akita       |     |
| 32         | Defensa        | Akira Narahashi    |     |
| 7          | Defensa        | Naoki Sōma         |     |
| 6          | Centrocampista | Yasuto Honda       |     |
| 2          | Centrocampista | Jorginho           |     |
| 10         | Centrocampista | Bismarck           |     |
| 8          | Centrocampista | Mazinho            |     |
| 11         | Delantero      | Yoshiyuki Hasegawa | 69' |
| 13         | Delantero      | Atsushi Yanagisawa | 85' |
| Entrenador | Entrenador     | João Carlos        |     |

| 1          | Guardameta     | Shinkichi Kikuchi   | 30' |
| 5          | Defensa        | Tetsuji Hashiratani |     |
| 6          | Defensa        | Tadashi Nakamura    |     |
| 17         | Defensa        | Hiroyuki Shirai     |     |
| 25         | Defensa        | Takuya Yamada       | 37' |
| 8          | Centrocampista | Tsuyoshi Kitazawa   |     |
| 12         | Centrocampista | Hideki Nagai        | 66' |
| 7          | Centrocampista | Masakiyo Maezono    |     |
| 14         | Centrocampista | Yūji Hironaga       |     |
| 21         | Delantero      | Nobuhiro Takeda     |     |
| 11         | Delantero      | Kazuyoshi Miura     |     |
| Entrenador | Entrenador     | Hisashi Katō        |     |

| 17 | Centrocampista | Tōru Oniki     | 69' |
| 5  | Defensa        | Naruyuki Naitō | 85' |

| 26 | Guardameta | Takaya Ōishi | 30' |
| 2  | Defensa    | Kō Ishikawa  | 37' |
| 22 | Delantero  | Magrão       | 66' |

| Anotado | 26' | Mazinho            | 1-1 |
| Anotado | 72' | Atsushi Yanagisawa | 2-2 |
| Anotado | 79' | Atsushi Yanagisawa | 3-2 |

| Anotado | 8'  | Tetsuji Hashiratani | 0-1 |
| Anotado | 68' | Magrão              | 1-2 |

| Amonestado | 9'  | Akira Narahashi |
| Amonestado | 22' | Jorginho        |
| Amonestado | 56' | Mazinho         |

| Otorgado · Expulsado | 35' | Jorginho |

| Árbitro             | Leslie Mottram     |
| Árbitros asistentes | Hideaki Harada     |
| Árbitros asistentes | Keiji Kamiara      |
| Cuarto árbitro      | Kazuhiko Matsumura |

|                                     |
| Bandera de Prefectura de Ibaraki    |
| Campeón Kashima Antlers 1.er título |